# Isle of Man Football Association
Isle of Man Football Association är Isle of Mans nationella fotbollsförbund. Förbundet bildades 1890. och är inte medlem av FIFA eller UEFA. Dock är man sedan 1908 medlem av engelska FA, fastän Isle of Man inte är en del av Storbritannien utan en så kallad kronbesittning.

### Fotnoter
1. ↑  ”Developing Football for Everyone since 1890” (på engelska). Isle of Man FA. http://www.isleofmanfa.com/. Läst 23 maj 2015.
2. ↑  ”Europe” (på engelska). History of Soccer. Arkiverad från originalet den 10 oktober 2012. https://web.archive.org/web/20121010212738/http://users.skynet.be/pluto/Textfifa/listEurope.html. Läst 23 maj 2015.